# Insta360
Arashi Vision Inc. (кит.: 影石创新科技股份有限公司) — компанія з виробництва фотоапаратів зі штаб-квартирою в Шеньчжені, Гуандуні, з офісами в Лос-Анджелесі, Токіо та Берліні. Веде бізнес під назвою Insta360. Компанія виробляє екшн-камери, 360-кутові камери, аксесуари до них та програмне забезпечення для редагування фото-відео для мобільних пристроїв і комп'ютерів.

## Історія компанії
Генеральний директор Insta360 Дж. К. Лю (刘靖康) познайомився зі своїми співзасновниками під час вивчення інформатики в Нанкінському університеті. Лю усвідомив потенціал 360, коли відвідав музичний концерт, і захотів розробити продукти для запису та поширення таких надзвичайно зворушливих подій.
Першим продуктом Лю був мобільний застосунок для прямих трансляцій, але він швидко розширив портфоліо продуктів фірми, розробивши аксесуар для перетворення смартфона на 360-градусну камеру.
Після закінчення навчання Лю та його команда переїхали до Шеньчженя та заснували у 2015 році компанію Insta360, щоб розпочати розробку та виробництво 360-градусних камер, оскільки вони виявили, що поточний ринковий стандарт не відповідає їхнім потребам. Пізніше Insta360 почала визнавати переваги 360-градусного відео і почала розробляти новий тип екшн-камери, 360-градусну екшн-камеру, яка використовує 360-градусне відео як інструмент для створення традиційного відеоконтенту. Це була перша модель із серії ONE, Insta360 ONE.
Відтоді Insta360 також відкрила офіси в Лос-Анджелесі, Токіо та Берліні та налічує 500 співробітників по всьому світу.
У 2017 році Google сертифікував 8K 360 градусну камеру Insta360 Pro в якості камери Street View Auto Ready, здатної внести свій вклад в «Перегляд Вулиць» після установки на автомобіль. Представники Insta360 тісно співпрацювали з Google, щоб забезпечити безперешкодний обмін даними між сферичною камерою і популярним сервісом Street View від Google. Загалом з 8-ми рекомендованих Google камер для Street View, 5 моделей належать Insta360. 
У 2018 році НАСА використовувало Insta360 Pro і Pro 2 для прямої трансляції посадки InSight Mars Lander з управління польотом, отримавши за цей проєкт премію «Еммі». У 2021 році НАСА знову використало Insta360 Pro 2 для прямої трансляції з управління польотом, коли марсохід Perseverance приземлився на Марсі.
У 2020 році Insta360 уклала стратегічне партнерство з Leica, для співпраці у виробництві моделі ONE R 1-Inch Edition. Відтоді журнал TIME визнав ONE R одним із найкращих винаходів 2020 року. Недавнім досягненням для компанії стало розміщення камер Insta360 у магазинах Apple у понад 100 країнах.
У 2023 році Insta360 отримав престижну нагороду YouTube Streamy Award «Бренд року». Нагорода заснована на вірусній кампанії Insta360 «Немає дрона? Не проблема!» (#NoDroneNoProblem). Екшн-камера Insta360 X3 лідирує в якості 360-градусної екшн-камери в поєднанні з невидимою палицею для селфі (Invisible Selfie Stick), щоб створювати приголомшливі знімки, як з дрона, але без використання справжнього дрона.

## Продукція компанії

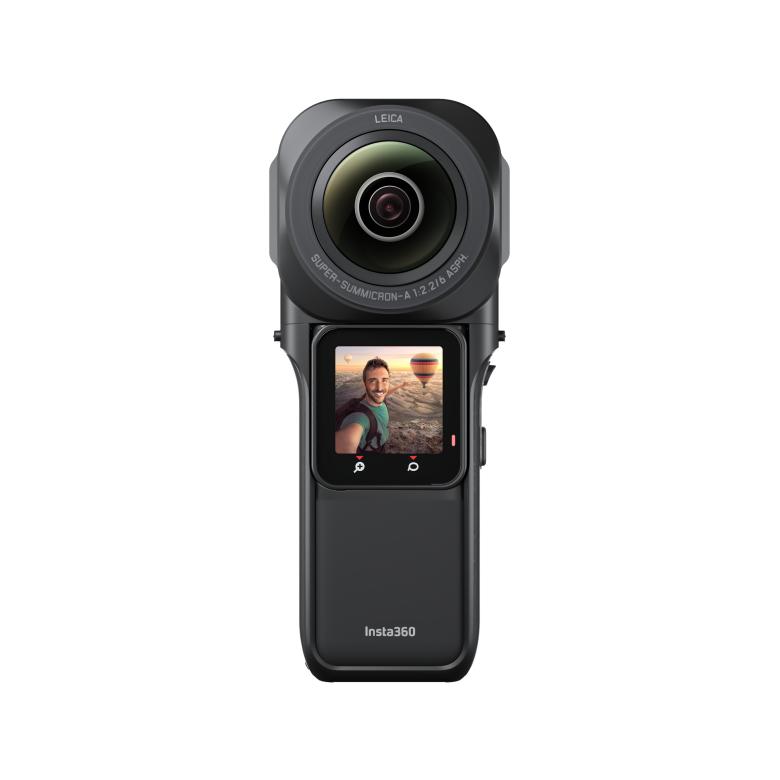
Insta360 ONE RS

### Екшн-камери
Лінійка екшн-камер Insta360 включає моделі ONE, ONE X, ONE R, ONE RS, ONE X2, X3, GO, GO 2 і GO 3. Екшн-камери бренду використовують технологію 360° для створення традиційного «плаского» відео шляхом «переформатування» 360-градусного відео, дозволяючи редактору вибирати свій ракурс у пост-продакшн. Усі вони також мають власну технологію стабілізації зображення Insta360 «FlowState Stabilization».

### Insta360 Ace & Ace Pro
Insta360 Ace та Insta360 Ace Pro — пара ширококутних екшн-камер, випущених в листопаді 2023 року, які забезпечують розумну відеозйомку завдяки функціям ШІ та кращій якості зображення. Флагманською версією камери є Insta360 Ace Pro, яка розроблена спільно з Leica. Вона оснащена сенсором 1/1,3" із можливістю зйомки відео 4K 120 кадрів/с, фотографій 48 Мп і новим режимом PureVideo для оптимальної зйомки при слабкому освітленні. Insta360 Ace — це варіант початкового рівня, ключовою відмінністю якого є менший датчик 1/2" 48 Мп.